# Fernsehpitaval
Der Fernsehpitaval ist eine von 1958 bis 1978 produzierte und im Fernsehen der DDR ausgestrahlte Kriminalfilmreihe. Sie war die erste derartige Reihe im DDR-Fernsehen und wird deshalb häufig auch als der eigentliche Beginn des Kriminalfilms in der DDR angesehen. Eine Besonderheit ist, dass der Reihentitel – je nach thematischer Einordnung des dargestellten Falles – variiert wurde und so zeitweise auch mehrere Reihentitel parallel existierten. So startete die Reihe als Weimarer Pitaval, später liefen Episoden auch unter den Reihentiteln Bonner Pitaval und Pitaval des Kaiserreiches. Verbindendes Element war dabei die Bezeichnung Pitaval, die auf die von François Gayot de Pitaval begründete Literaturform des Pitaval, einer Sammlung authentischer Kriminalfälle, zurückgeht.

## Geschichte
Die Szenarien wurden von Friedrich Karl Kaul (auch unter dem Namen Friedrich Karl Hartmann) und Walter Jupé verfasst. Produziert wurden die Sendungen vom Fernsehen selbst oder vom DEFA-Studio für Spielfilme im Auftrag des Fernsehens. Der reale Kriminalfall, der der jeweiligen Episode zugrunde liegt, wurde szenisch dargestellt. Häufig wurden die Spielhandlungen durch einleitende und abschließende Worte von Friedrich Karl Kaul eingerahmt.
Die Handlung umfasste dabei neben dem Kriminalfall selbst häufig auch dessen Vorgeschichte sowie die anschließenden Ermittlungen und – sofern im realen Fall durchgeführt – das Strafverfahren. Die Fälle deckten eine große Spannbreite an Kriminalität ab. So wurde sowohl der Serienmörder Karl Denke (Der Fall Denke) oder die Die Affäre Heyde-Sawade um den Wiedereinstieg eines SS-Mediziners unter falschem Namen in der Bundesrepublik (1963) gezeigt. Das Geschehen wurde von Kaul kommentiert, der auch am Ende den Fall zusammenfasste und damit den Zuschauer in die gewünschte Richtung lenkte. Das Format wies so eine publizistisch-dramatische Mischform auf. Die Sendung umfasste mehrere Komplexe wie den Pitaval des Kaiserreichs, den Weimarer Pitaval, den Bonner Pitaval sowie Fälle aus der Zeit der Herrschaft des Nationalsozialismus. Propagandistisches Ziel war es, angebliche oder tatsächliche Kontinuitäten der westdeutschen Justiz zu der Justiz der Vorgängerregierungen herauszuarbeiten, Kritik am bürgerlichen Rechts- und Justizsystem zu üben und deren Klassencharakter aus marxistischer Sicht aufzuzeigen. Die durch die Fernsehserie vermittelte Sicht der Kriminalität ist vor dem ideologischen Hintergrund vor allem der frühen sozialistischen Kriminalistikauffassung zu sehen. Nach dieser sollte die Kriminalität mit der zunehmenden Entwicklung der sozialistischen Gesellschaft aussterben, da mit freier Bildung und der Versorgung der Bürger der Anlass für kriminelles Verhalten entfallen sollte, Kriminalität sei vor allem ein Überrest der bürgerlichen Klassengesellschaft. Erst mit Der Staatsanwalt hat das Wort ab 1965 und Polizeiruf 110 ab 1971 sollte die Kriminalität in der DDR thematisiert werden.
Die erste Sendung (Weimarer Pitaval – Der Fall Saffran) wurde am 25. November 1958 ausgestrahlt, insgesamt wurden bis zur letzten Folge (Mordsache Dora Lemke, ausgestrahlt am 4. Juni 1978) 41 Folgen gesendet. Neben dem Fernsehpitaval wurden einige ähnlich geartete Fernsehspiele produziert, wie der fünfteilige Film über den ersten Auschwitzprozess (Auschwitz–Prozeß. Impressionen aus der Hauptverhandlung, 1964).

## Episodenliste
| Nr. | Reihe                     | Titel                                                          | Dauer in Minuten | Erstausstrahlung | Regie                                 | Fall                                                                                |
| --- | ------------------------- | -------------------------------------------------------------- | ---------------- | ---------------- | ------------------------------------- | ----------------------------------------------------------------------------------- |
| 1   | Weimarer Pitaval          | Der Fall Saffran                                               | 074:00           | 25.11.1958       | Wolfgang Luderer                      |                                                                                     |
| 2   | Weimarer Pitaval          | Der Fall Böhme                                                 | 091:00           | 18.12.1958       | Wolfgang Luderer                      |                                                                                     |
| 3   | Weimarer Pitaval          | Der Fall Jörns                                                 | 028:00           | 15.01.1959       | Wolfgang Luderer                      | Remake als Kinofilm: Der Mord, der nie verjährt (1968)                              |
| 4   | Weimarer Pitaval          | Der Fall Wandt                                                 | 064:00           | 19.02.1959       | Wolfgang Luderer                      | Heinrich Wandt                                                                      |
| 5   | Weimarer Pitaval          | Der Fall Marloh                                                | 020:00           | 19.03.1959       | Wolfgang Luderer                      |                                                                                     |
| 6   | Weimarer Pitaval          | Der Fall Harry Domela                                          | 086:00           | 04.06.1959       | Wolfgang Luderer                      | Harry Domela                                                                        |
| 7   | Fernsehpitaval            | Der Fall Jakubowski                                            | 093:00           | 29.12.1959       | Wolfgang Luderer                      | Josef Jakubowski                                                                    |
| 8   | Fernsehpitaval            | Der Fall René Levacher alias…                                  | 063:00           | 07.02.1960       | Wolfgang Luderer                      | Hans-Konrad Schmeißer und Der Spiegel                                               |
| 9   | Fernsehpitaval            | Der Fall Haarmann                                              | 066:00           | 06.03.1960       | Wolfgang Luderer                      | Fritz Haarmann                                                                      |
| 10  | Fernsehpitaval            | Der Fall Hugo Stinnes jr.                                      | 098:00           | 24.04.1960       | Wolfgang Luderer                      | Hugo Hermann Stinnes                                                                |
| 11  | Fernsehpitaval            | Der Fall Hoefle                                                | 100:00           | 19.06.1960       | Wolfgang Luderer                      | Anton Hoefle                                                                        |
| 12  | Fernsehpitaval            | Der Fall Annemarie Haller                                      | *                | 12.07.1960       |                                       |                                                                                     |
| 13  | Fernsehpitaval            | Der Fall Dibelius – Schnoor                                    | 087:00           | 29.12.1960       | Wolfgang Luderer                      |                                                                                     |
| 14  | Fernsehpitaval            | Der Fall Denke                                                 | 079:00           | 05.03.1961       | Wolfgang Luderer                      | Der Massenmörder Karl Denke                                                         |
| 15  | Fernsehpitaval            | Der Fall Frieders                                              | *                | 02.05.1961       |                                       | Fall Kurt Frieders                                                                  |
| 16  | Fernsehpitaval            | Der Fall Sklarek                                               | *                | 03.09.1961       |                                       |                                                                                     |
| 17  | Fernsehpitaval            | Auf der Flucht erschossen                                      | 099:00           | 25.03.1962       | Wolfgang Luderer                      | Die Morde von Mechterstädt                                                          |
| 18  | Weimarer Pitaval          | Der Fall Hellseher Drost                                       | 044:25           | 03.05.1962       | Wolfgang Luderer                      |                                                                                     |
| 19  |                           | Wohl dem, der lügt                                             | 076:00           | 27.09.1962       | Wolfgang Luderer                      | Wurde zwar in der Reihe gedreht, aber nur als normales Fernsehspiel ausgestrahlt    |
| 20  | Bonner Pitaval            | Die Affäre Heyde-Sawade                                        | 096:00           | 03.06.1963       | Wolfgang Luderer                      | Werner Heyde Euthanasieverbrechen                                                   |
| 21  | Bonner Pitaval            | Die Affäre Meincke                                             | *                | 03.09.1963       |                                       |                                                                                     |
| 22  | Bonner Pitaval            | Die Affäre Kuflik                                              | *                | 12.11.1963       |                                       |                                                                                     |
| 23  | Pitaval des Kaiserreiches | Die Ermordung des Rittmeisters von Krosigk                     | 105:00           | 06.02.1966       | Wolfgang Luderer                      |                                                                                     |
| 24  | Pitaval des Kaiserreiches | Der Prozeß gegen die Gräfin Kwilecki                           | 104:00           | 06.03.1966       | Wolfgang Luderer                      | Familie Kwilecki                                                                    |
| 25  | Pitaval des Kaiserreiches | Die Synagoge brennt                                            | 077:00           | 10.04.1966       | Wolfgang Luderer, Hans-Hartmut Krüger | Neustettiner Synagogenbrand                                                         |
| 26  | Pitaval des Kaiserreiches | Der Skandal um Herrn Leberecht von Kotze                       | 064:00           | 15.05.1966       | Wolfgang Luderer, Hans-Hartmut Krüger | Kotze-Affäre                                                                        |
| 27  | Pitaval des Kaiserreiches | Justizmord in Elberfeld                                        | 085:00           | 19.06.1966       | Wolfgang Luderer                      | Albert Ziethen, zu Unrecht verurteilt                                               |
| 28  | Fernsehpitaval            | Der Fall der Ulmer Reichswehroffiziere                         | 096:00           | 26.11.1967       | Wolfgang Luderer                      | Ulmer Reichswehrprozess                                                             |
| 29  | Fernsehpitaval            | Sprechen Sie zur Sache, Angeklagte                             | 083:00           | 27.03.1970       | Wolfgang Luderer                      | Prozess gegen Rosa Luxemburg, 1914                                                  |
| 30  | Fernsehpitaval            | Der Fall des Prinzen Arenberg                                  | 065:00           | 16.04.1972       | Manfred Mosblech                      | Prinz Karl Prosper von Arenberg beging 1899 einen Mord                              |
| 31  | Fernsehpitaval            | Der Fall Deckers                                               | 105:00           | 17.10.1972       | Wolfgang Luderer                      |                                                                                     |
| 32  | Fernsehpitaval            | Um den Tod eines Justizobersekretärs                           | *                | 28.11.1972       |                                       | Mord an Justizobersekretär Eduard Kleinschmidt im Rahmen des NS-Euthanasieprogramms |
| 33  | Fernsehpitaval            | Als entlastet eingestuft. Der Fall des Staatsanwalts Meerstrom | 090:00           | 18.04.1973       | Wolfgang Luderer                      |                                                                                     |
| 34  | Fernsehpitaval            | Verein zur Vermögensumverteilung                               | *                | 19.12.1973       |                                       |                                                                                     |
| 35  | Fernsehpitaval            | Das Geständnis                                                 | 094:00           | 20.01.1974       | Wolfgang Luderer                      |                                                                                     |
| 36  | Fernsehpitaval            | Die Aktfotos                                                   | 101:00           | 16.06.1974       | Wolfgang Luderer                      | Affäre Jaccoud                                                                      |
| 37  | Fernsehpitaval            | Watergate (1): Der Einbruch beim Psychiater                    | 050:26           | 14.01.1975       | Wolfgang Luderer, Marika Weiße        | Watergate-Affäre                                                                    |
| 38  | Fernsehpitaval            | Watergate (2): Die Lawine rollt                                | 085:15           | 15.01.1975       | Wolfgang Luderer, Marika Weiße        |                                                                                     |
| 39  | Fernsehpitaval            | Der Fall Berthold Jacob Salomon                                | 075:34           | 18.03.1976       | Ursula Bonhoff                        | Berthold Jacob, Opfer des Nationalsozialismus                                       |
| 40  | Fernsehpitaval            | Der Weg ins Nichts                                             | 091:00           | 21.11.1976       | Hubert Hoelzke                        |                                                                                     |
| 41  | Fernsehpitaval            | Der Ring                                                       | 055:26           | 04.01.1977       | Werner Roewekamp                      |                                                                                     |
| 42  | Fernsehpitaval            | Mordsache Dora Lemke                                           | 076:11           | 04.06.1978       | Werner Roewekamp                      |                                                                                     |

* Ohne Filmüberlieferung im deutschen Rundfunkarchiv, nur Drehbuch vorhanden

## Fernsehspiele verwandten Inhalts
- Der blaue Aktendeckel (87 Min., 13. September 1957) Regie: Wilhelm Gröhl, Buch: Friedrich Karl Kaul
- Das Loch in der Mauer (77 Min., 1. Juni 1958) Regie: Robert Trösch, Buch: Friedrich Karl Hartmann, Walter Jupé
- Alles beim Alten (26. April 1959) Regie: Heinz Seibert, Buch: Friedrich Karl Hartmann, Walter Jupé
- Auschwitz–Prozeß – Impressionen aus der Hauptverhandlung (96 Min., 5 Teile, 19. August bis 2. September 1964) Regie: Klaus Grabowsky, Buch: Walter Jupé, Friedrich Karl Kaul
- Der Zeuge bleibt unbeeidigt (17. November 1968) Buch: Walter Jupé, Friedrich Karl Kaul
- Zum Beispiel Flick (über Friedrich Flick) (31. Juli 1975) Buch: Friedrich Karl Kaul

## Hörfunkprogramme über den Fernsehpitaval
- bit – Das Wissenschaftsmagazin des Berliner Rundfunks (8 Min., 21. Oktober 1986)
- Berliner Pitaval (Dokumentation, 14. Mai 1987) von Wolfgang Schüler
- François Gayot de Pitaval: Martin Guerre – Die Wahrhaften Geschichten des alten Pitaval (28 Min.) 18. Januar 1989